# Werner von Moltke
Werner Konrad Graf von Moltke (ur. 24 maja 1936 w Mühlhausen/Thüringen, zm. 29 lipca 2019 w Nieder-Olm) – niemiecki lekkoatleta wieloboista, dwukrotny medalista mistrzostw Europy.
Pochodził z meklemburskiej rodziny szlacheckiej. Reprezentował Republikę Federalną Niemiec. Specjalizował się w dziesięcioboju. Na mistrzostwach Europy w 1962 w Belgradzie zdobył srebrny medal w tej konkurencji, przegrywając z Wasilijem Kuzniecowem z Związku Radzieckiego, a przed innym Niemcem Manfredem Bockiem.
Zwyciężył w dziesięcioboju na mistrzostwach Europy w 1966 w Budapeszcie, wyprzedzając swych kolegów z reprezentacji RFN Jörga Mattheisa i Horsta Beyera. Startował na igrzyskach olimpijskich w 1968 w Meksyku, ale nie ukończył konkurencji.
Von Moltke był mistrzem RFN w dziesięcioboju w 1958 i 1968, wicemistrzem w latach 1961-1963, a brązowym medalistą w 1959 i 1969.
Dwukrotnie poprawiał rekord RFN w tej konkurencji do wyniku 7961 punktów, uzyskanego 17 lipca 1966 w Hamm.
Od 1989 do 1997 był wiceprezesem Niemieckiego Związku Lekkiej Atletyki, a od 1997 był prezesem Niemieckiego Związku Piłki Siatkowej. W 1967 otrzymał Srebrny Liść Laurowy, a w 2005 Order Zasługi Republiki Federalnej Niemiec.